# 마야노 탑건
마야노 탑건(Mayano Top Gun, マヤノトップガン, 1992년 3월 24일 ~ 2019년 11월 3일)은 일본의 경주마, 종모마다. 1995년 국화상과 아리마 기념, 1996년 다카라즈카 기념, 1997년 춘계 천황상에서 우승을 차지했다.

## 경주 성적
| 날짜 | 경마장 | 경기명 | 등급 | 트랙 | 배당 (인기 순위) | 순위 | 시간 | 기수 | 우승마 (2위마) |
| ---- | ------ | ------ | ---- | ---- | ---------------- | ---- | ---- | ---- | -------------- |

## 창작물
- 마야노 탑건은 말인간 미소녀로 모에화되어 《우마무스메 프리티 더비》에도 등장한다.